# Grad Kamen
Grad Kamen (nemško Stain) so danes mogočne razvaline gradu na tesnem grebenu, ki zapira dolino Drage pri vasi Begunje na Gorenjskem.

## Zgodovina
Leta 1185 je v zgodovinskem viru omenjen vitez Leocardis de Antro, grad pa leta 1263 kot castrum Lapis in šele 1350 kot vest czem Stain, ko ga je dobil skupaj z gradom v Zijalki nad Begunjami in štirimi kastelani v posest Henrik III. Ortenburški. Grad in gospoščina je bila sprva v lasti Ortenburžanov, ki pa v njem niso prebivali, temveč so ga upravljali s pomočjo kastelanov ali gradnikov. Grad je bil pomembna postojanka, kajti varoval je staro tovorniško pot iz Bohinjskega kota in Zgornje Savske doline čez Prevalo proti Tržiču in hospicu v Podljubelju do Koroške.
Leta 1418 je grad prešel v last Celjskih grofov. Valvasor je poročal, da se je tu leta 1428 pri padcu s konja ubil Herman III., sin Hermana II. Celjskega. Celjski so grad in gospostvo dajali v fevd. Tako ga je leta 1442 kupil in imel v fevdu Hans II. Sepacher (ali Mlinski iz Mlinega pri Bledu), ki ga je nasledil sin Wolfgang. Po njihovem izumrtju od 1456 je prešel v posest Habsburžanov, še naprej pa je bil v lasti Wolfganga Sepacherja, ki ga je leta 1458 prodal Andreju Kreigu. Kasneje je grad še nekajkrat zamenjal lastnike. Med njimi je bil tudi znameniti vitez Gašper Lambergar, zmagovalec v 85 turnirjih, ki ga opeva ljudska pesem o Pegamu in Lambergarju.

## Dozidave gradu
Mnenja, kje v sklopu grajskega kompleksa je v 12. stoletju stal prvotni grad, so različna, saj je grad Kamen zaradi dozidav spreminjal svojo podobo. Najstarejša ohranjena gradbena faza je skrita v stolpu z več kot dva metra debelimi zidovi. Romanski stolp je nekoč imel vhod čez dvižni most in zidano dvorišče.
V 14. stoletju naj bi se temu stolpu na nasprotnem, nižjem delu skalnega hrbta pridružil gotski bivalni palacij podobne stolpaste oblike. V njem so bili stanovanjski prostori v štirih nadstropjih. Na zahodni strani je bilo obzidano dvorišče.
V 15.stoletju so začeli spodnji del gradu postopoma širiti po skalni ploščadi med obema stolpoma. Turška nevarnost, potres leta 1511, novo strelno orožje in želja po večjem udobju so v 16. stoletju izoblikovale končno podobo gradu. Zgrajen je bil nov, prostornejši palacij z notranjim dvoriščem za shrambo, kuhinjo in obednico za služinčad. V prvem nadstropju so bile gosposke sobe in kapela svetega Valentina, v drugem nadstropju pa spalnice. Tu je bil tudi skrivni izhod, kjer bi se lahko zatekli v hrib ali v bližnji »jamski grad«. Južno pobočje so preuredili v terasaste vrtove in na ravnini pod gradom zgradili gospodarska poslopja in bastion.

## Opustitev gradu
V 18. stoletju so grad opustili. Legenda govori, da naj bi leta 1740, ko so v Begunjah gradili novo župnijsko cerkev, z grajskih streh sneli opeko (bobrovec) in si jo v sklenjeni vrsti podajali iz rok v roke od gradu do stavbišča. Z gradu so pobrali tudi vse stebre, okenske in vratne okvirje ter druge klesane dele, ki naj bi jih uporabili za prezidave gradu Kacenštajn v Begunjah in gradnjo hiš. Stranski oltar v begunjski cerkvi menda izvira z gradu Kamen. Opuščeni grad se je kmalu spremenil v slikovite ruševine.

## Konzervatorska dela
Leta 1959 so začeli konzervatorska in restavratorska dela - čiščenje ruševin, odkopavanje nasutega materiala, utrjevanje zidovja, ... Romanski stolp, ki je imel dobro ohranjeno le zahodno stran, so pozidali in prekrili s streho. Grad so opremili z lesenimi stopnišči in mostovi.
Po grajskem prostoru je urejena sprehajalna pot. Grad Kamen je vključen v evropsko mrežo gradov "Venerina pot". Ta povezuje mesta in gradove v Sloveniji, Avstriji, Italiji in na Češkem, prek katerih je v 13. stoletju potoval vitez in pesnik Ulrik Lichtensteinski, ki je bil na tem popotovanju iz Benetk oblečen v masko kraljične Venere.

## Galerija
- Najstarejši del gradu iz 13. stoletja, ki stoji na mestu prvotnega gradu